# Wicedyrektorzy
Wicedyrektorzy (ang. Vice Principals) – amerykański serial telewizyjny (komedia) wyprodukowany przez HBO oraz Rough House Pictures, którego twórcami są Danny McBride i Jody Hill. Serial jest emitowany od 17 lipca 2016 roku przez HBO.
W Polsce serial jest emitowany od 18 lipca 2016 roku przez HBO Polska.

## Fabuła
Fabuła serialu dzieje się w szkole średniej, skupia się na pracy grona pedagogicznego.

## Obsada

### Główna
- Danny McBride jako Neal Gamby[3]
- Walton Goggins jako Lee Russell[4]
- Georgia King jako Amanda Snodgrass[5]
- Busy Philipps jako Gale Liptrapp[6]
- Shea Whigham jako Ray Liptrapp[7]
- Kimberly Hebert Gregory jako dr Belinda Brown
- Sheaun McKinney jako Dayshawn

## Odcinki
| Sezon | Sezon | Odcinki | Oryginalna emisja | Oryginalna emisja | Oryginalna emisja | Oryginalna emisja | Oryginalna emisja |
| Sezon | Sezon | Odcinki | Premiera sezonu   | Finał sezonu      | Premiera sezonu   | Finał sezonu      |                   |
| ----- | ----- | ------- | ----------------- | ----------------- | ----------------- | ----------------- | ----------------- |
|       | 1     | 9       | 17 lipca 2016     | 18 września 2016  | 18 lipca 2016     | 19 września 2016  |                   |
|       | 2     | 9       | 17 września 2017  | 12 listopada 2017 | 18 września 2017  | 13 listopada 2017 |                   |

### Sezon 1 (2016)
| Nr | # | Tytuł                      | Reżyseria     | Scenariusz                                       | Premiera HBO     | Premiera HBO Polska |
| -- | - | -------------------------- | ------------- | ------------------------------------------------ | ---------------- | ------------------- |
| 1  | 1 | The Principal              | Jody Hill     | Danny R. McBride, Jody Hill                      | 17 lipca 2016    | 18 lipca 2016       |
| 2  | 2 | A Trusty Steed             | Jody Hill     | Danny R. McBride, John Carcieri                  | 24 lipca 2016    | 25 lipca 2016       |
| 3  | 3 | The Field Trip             | Danny McBride | Danny R. McBride, John Carcieri, Adam Countee    | 31 lipca 2016    | 1 sierpnia 2016     |
| 4  | 4 | Run for the Money          | Jody Hill     | Danny R. McBride, John Carcieri, Jeff Fradley    | 7 sierpnia 2016  | 8 sierpnia 2016     |
| 5  | 5 | Circles                    | Jody Hill     | Danny R. McBride, John Carcieri, Hayes Davenport | 14 sierpnia 2016 | 15 sierpnia 2016    |
| 6  | 6 | The Foundation of Learning | Jody Hill     | Danny R. McBride, John Carcieri, Ben Dougan      | 21 sierpnia 2016 | 22 sierpnia 2016    |
| 7  | 7 | The Good Book              | Jody Hill     | Danny R. McBride, John Carcieri, Hayes Davenport | 28 sierpnia 2016 | 29 sierpnia 2016    |
| 8  | 8 | Gin                        | Jody Hill     | Danny R. McBride, John Carcieri, Tim Saccardo    | 11 września 2016 | 12 września 2016    |
| 9  | 9 | End of the Line            | Jody Hill     | Danny R. McBride, John Carcieri                  | 18 września 2016 | 19 września 2016    |

### Sezon 2 (2017)
| Nr | # | Tytuł                                 | Reżyseria          | Scenariusz                                       | Premiera HBO         | Premiera HBO Polska  |
| -- | - | ------------------------------------- | ------------------ | ------------------------------------------------ | -------------------- | -------------------- |
| 10 | 1 | Tiger Town                            | David Gordon Green | Danny McBride, John Carcieri, Tim Saccardo       | 17 września 2017     | 18 września 2017     |
| 11 | 2 | Slaughter                             | David Gordon Green | Danny McBride, John Carcieri, Ben Dougan         | 25 września 2017     | 26 września 2017     |
| 12 | 3 | The King                              | David Gordon Green | Danny R. McBride, John Carcieri, Adam Countee    | 1 października 2017  | 2 października 2017  |
| 13 | 4 | Think Change                          | David Gordon Green | Danny R. McBride, John Carcieri, Jeff Fradley    | 8 października 2017  | 9 października 2017  |
| 14 | 5 | A Compassionate Man                   | David Gordon Green | Danny R. McBride, John Carcieri, Jeff Fradley    | 15 października 2017 | 16 października 2017 |
| 15 | 6 | The Most Popular Boy                  | David Gordon Green | Danny R. McBride, John Carcieri, Hayes Davenport | 22 października 2017 | 23 października 2017 |
| 16 | 7 | Spring Break                          | David Gordon Green | Danny R. McBride, John Carcieri, Jeff Fradley    | 29 października 2017 | 30 października 2017 |
| 17 | 8 | Venetian Nights                       | Danny McBride      | Danny R. McBride, John Carcieri, Jeff Fradley    | 5 listopada 2017     | 6 listopada 2017     |
| 18 | 9 | The Union of the Wizard & The Warrior | David Gordon Green | Danny R. McBride, John Carcieri, Jeff Fradley    | 5 listopada 2017     | 6 listopada 2017     |

## Produkcja
W maju 2014 roku do serialu dołączył Danny McBride, który zagra jedną z głównych ról. W styczniu 2015 roku ogłoszono, że główną rolę żeńską zagra Georgia King. W lutym 2016 roku do obsady dołączyli: Busy Philipps, Walton Goggins oraz Shea Whigham.